# لارس راسموسن (كرة يد)
لارس راسموسن (بالدنماركية: Lars Rasmussen)‏ مواليد 9 أبريل 1976 في هيليرود، هو لاعب كرة يد دانمركي معتزل لعب كجناح أيسر. مثل منتخب الدنمارك لكرة اليد في 86 مباراة. حقق المركز الأول في بطولة أوروبا لكرة اليد للرجال 2008.

## الميداليات
| الميدالية | المسابقة                           |
| --------- | ---------------------------------- |
| برونزية   | بطولة العالم لكرة اليد للرجال 2007 |
| ذهبية     | بطولة أوروبا لكرة اليد للرجال 2008 |
| برونزية   | بطولة أوروبا لكرة اليد للرجال 2006 |

## روابط خارجية
- لارس راسموسن على موقع الاتحاد الأوروبي لكرة اليد (الإنجليزية)